# Hermann Strowich
Hermann Strowich (* 4. Oktober 1878; † 11. August 1959 in Bremen) war ein deutscher Politiker (Wählergemeinschaft der Fliegergeschädigten, Gesamtdeutscher Block/Bund der Heimatvertriebenen und Entrechteten) und er war Mitglied der Bremischen Bürgerschaft.

## Biografie
Strowich stammte aus einer 150 Jahre alten Handwerksfamilie. Die  Bau- und Möbeltischlerei Strohwich in Bremen wurde 1905 von seinem Vater gegründet. 1944 wurde das Unternehmen ausgebombt. Er war als Tischlermeister tätig und baute die Firma wieder auf.

Er war verheiratet.
Er gründete 1949 eine Notgemeinschaft aus der Vereinigung der Fliegergeschädigten und der Interessengemeinschaft der Flüchtlinge und Ausgewiesenen und war ihr Vorsitzender. Daraus entstand die Wählergemeinschaft der Fliegergeschädigten (WdF) und er wurde 1950 2. Vorsitzender. Die WdF errang 1951 in der Stadt Bremen 5,3 % der Stimmen und 4 Mandate in der Bürgerschaft. Die WdF wurde 1955 Teil vom GB/BHE.

Von 1951 bis 1955 war er für die WdF Mitglied der 3. Bremischen Bürgerschaft und Mitglied verschiedener Deputationen. In der Bürgerschaft setzte er sich u. a. ein für den Wiederaufbau und für einen Lastenausgleich.